# Mont-Saint-Michel (Canada)
Mont-Saint-Michel è un comune del Canada, situato nella provincia del Québec, nella regione di Laurentides.